# 生分解

（細胞の活動に起因する酵素過程による分解）
Note: Modified to exclude abiotic enzymatic processes.
生分解（せいぶんかい）とは、バクテリア、菌類、その他の生物によって化合物が無機物まで分解されることである。ほぼすべての化合物は、やがて生分解され無機物となるが重要なのは時間である。それらの速度に関係する要素としては、光、水、酸素や温度などの環境や、その物質自体が分解菌に利用されやすい（バイオレメディエーションが高い）などの要因による。

## 生分解で問題になった代表例
- 分枝鎖型アルキルベンゼンスルホン酸ナトリウム

1960年代にハードABS洗剤とも呼ばれ、廃水中で微生物により生分解されずに残留し、土壌菌を殺したり、河川や下水処理場が泡で被われる状況が発生し下水処理を困難とさせる原因となった。1970年代には直鎖アルキルベンゼンスルホン酸ナトリウム（LAS）に置き換わった。

## 生分解性試験
生分解性は、さまざまな方法で測定が可能である。
易生分解性
有機物質の易生分解性を測定する標準的試験法としてOECD (OECD テストガイドライン 301A-F), EU (C.4テスト)、 OPPTS (835.3110)およびISO (9408, 9439, 10707)等、多くの機関により開発されている。
本質的生分解性
OECDテストガイドライン 302A-C の各試験、EU C.9および C.12 の各試験、およびASTME 1625-94 試験等
水系シミュレーション試験
ISO／DS14952「表層水または表層水／底質懸濁物のフラスコ振騰バッチテスト」（Nyholm とToräng, 1999）、フラスコ振騰ダイアウェイ試験法による生分解性のASTM E 1279-89(95)試験、および同様なOPPTS 835.3170 試験
STP（下水処理） シミュレーション試験
OECD テストガイドライン303A “Coupled Unit”試験、ISO 11733「活性汚泥シミュレーション試験」、EU C.10 試験等
嫌気的分解性
ISO 11734:1995(E)試験、ASTM E 1196-92 試験、およびOPPTS 835.3400 試験等
土壌および底質中の分解
OECD テストガイドライン 304A 試験、OPPTS 835.3300 試験
日本工業規格
JIS K 6950、JIS K 6951、JIS K 6953、JIS K 6955